# Йоргос Делиопулос
Георгиос (Йоргос) Делиопулос (на гръцки: Γιώργος Δελιόπουλος) е гръцки археолог, поет и драматург.

## Биография и творчество
Георгиос Делиопулос е роден на 15 октомври 1980 г. в Александрия (Гида), Иматия, Гърция. Следва археология в Катедрата по история и археология, Факултет по философия, на Солунския университет „Аристотел“, където през 2014 г. получава докторска степен по праисторическа археология. След дипломирането си работи като филолог в средното образование и участва в университетски разкопки.
Работи и като редактор на материали в списания и антологии. В периода 2019 – 2021 г. е съдиректор и издателски консултант на литературното списание „Кариотравстис“ (Лешникотрочашката), издавано в Рим.
Първата му книга, стихосбирката „Малкият Одисей“ (Ο μικρός Οδυσσέας), е издадена през 2009 г.
Стиховете и есетата му са публикувани в различни списания. Стиховете му са печелили награди в различни литературни конкурси. Автор е на две пиеси поставени в театъра на Кожани.
Георгиос Делиопулос живее със семейството си в Кожани.

## Произведения

### Поезия
- Ο μικρός Οδυσσέας (2009)[1][2][3]
- Επισκέπτης άγγελος (2015)
- Εορδαία Γη (2019) – с поета Христос Туманидис
- Κατά ανεφίκτου γλυφές 1: της γυναικός 30 παγιδεύσεις (2021) – с поета Т. К. Ризакис

### Пиеси
- Επέστρεφε... (2013)[1]
- Τα ίχνη της μνήμης (2015)